# Hornádske podolie
Hornádske podolie je geomorfologický podcelek Hornádské kotliny. Podolie vytvořila řeka Hornád, která spojuje tři menší kotliny, lokalizované severně od Slovenského rudohoří.

## Vymezení
Podolie se táhne západo-východním směrem od Kozích chrbtů po Čiernu horu. Na západě pokračuje hornádská kotlina Vikartovskou priekopou, na severozápadě navazuje Dúbrava (podcelek Kozích chrbtů) a Popradská kotlina, patřící do Podtatranské kotliny. Na krátkém úseku na severu se Hornádské podolí dotýká Levočských planin (podcelek Levočských vrchů), zbytek území sousedí s podcelkem Medvedie chrbty. Na východě sousedí podcelkem Slubice pohoří Branisko a Roháčkou i Čierna hora. Na jihu jsou Volovské vrchy a jejich podcelky Hnilecké a Havranie vrchy a Slovenský ráj, který je součástí Spišsko-gemerského krasu.

## Členění
Člení se na tři části: 
- Novoveská kotlina
- Vlašská kotlina
- Kluknavská kotlina

## Ochrana přírody
Jihozápadní okraj území patří do ochranného pásma Národního parku Slovenský ráj, z maloplošných chráněných území zde leží např. přírodní rezervace Čintky a Modrý vrch, přírodní památka Farská skála, Markušovská transgrese paleogénu a Markušovské steny.

## Doprava
Územím kotlin vede několik cest regionálního významu, nad které významem vyčnívá severním okrajem vedoucí dálnice D1, v trase níž vede Evropská silnice E50. V její blízkosti vede i silnice I / 18 z Popradu do Prešova, na kterou jsou napojeny cesty do Spišské Nové Vsi, Hnilce nebo Krompach. Centrální část kopíruje údolím Hornádu železniční trať Žilina - Košice, na kterou se napojují lokálně tratě do Levoče a Spišského Podhradí.